# Kanał Odpływowy
Kanał Odpływowy (Przewał Widawski) – kanał we Wrocławiu, stanowiący element zabezpieczenia przeciwpowodziowego miasta – kanał przeciwpowodziowy. 

## Charakterystyka
Zlokalizowany jest we wschodniej części Wrocławia, pomiędzy osiedlami Strachocin i Swojczyce. Wybudowany został w celu umożliwienia przerzutu części wód wezbraniowych na rzece Odra, do rzeki Widawy i tym samym przeprowadzenia ich poza centrum miasta. Jego długość wynosi ok. 2,5 km. Stanowi on uzupełnienie węzła wodnego Bartoszowice–Opatowice, który umożliwia sterowanie przepływem wód przez Wrocławski Węzeł Wodny. Możliwości kanału w czasie powodzi w 1997 r. były zdecydowanie niewystarczające i wynosiły do 150 m³/s. Planowana jest modernizacja tego elementu ochrony przeciwpowodziowej Wrocławia, poprzez inwestycję polegającą na jego przebudowie, tak aby istniała możliwość przerzucenia 320 m³/s wody wezbraniowej z Odry do Widawy, co stanowić ma około 10% ilości wód powodziowych, którą ma mieć możliwość przeprowadzić cały Wrocławski Węzeł Wodny. Odpowiedzialny za modernizację obwałowań na terenie Wrocławia i za budowę przerzutu do rzeki Widawy będzie Dolnośląski Zarząd Melioracji i Urządzeń Wodnych we Wrocławiu oraz Pełnomocnik Rządu ds. Programu dla Odry 2006.
W początkowym biegu kanału znajduje się jaz wlotowy, sterujący przepływem w kanale. Dalej kanał łączy się ze strugą Piskorna. Nad kanałem przerzucone są następujące przeprawy: kładka, most kolejowy i most drogowy (Most Strachociński).